# Miranda Tatari
Miranda Tatari (ur. 20 września 1983 w Koprivnicy), chorwacka piłkarka ręczna, reprezentantka kraju grająca na pozycji środkowej rozgrywającej.
Od sezonu 2000/01 występuje w drużynie Podravka Koprivnica.

## Sukcesy
- Mistrzostwa Chorwacji:
  -  (10x) 2001, 2002, 2003, 2005, 2006, 2007, 2008, 2009, 2010, 2011
- Puchar Chorwacji:
  -  (8x) 2001, 2002, 2003, 2004, 2006, 2008, 2009, 2010
- Liga Regionalna:
  -  (1x) 2009